# ژاله‌پوش گندمگون
ژاله‌پوش گندمگون (نام علمی: Drosera fulva) نام یک گونه از سرده ژاله‌پوش است.